# Договор от Дубиса
Договорът от Дубиса (на литовски: Dubysos sutartys) се състои от три правни акта, формулирани на 31 октомври 1382 г. между Великия херцог на Литва Йогайло, брат му Скиргайло и Конрад фон Валенрод, Велик магистър на Тевтонския орден. По време на Литовската гражданска война (1381 – 1384), Тевтонският орден помага на Йогайло и Скиргайло да победят чичо си Кейстут и сина му Витовт. Опитвайки се да постигне обещанията, дадени от Йогайло по време на войната, Тевтонският орден организира преговорите за договора. Актовете са подписани след шестдневни преговори на остров в устието на река Дубиса. Договорът никога не е ратифициран и не влиза в сила. Гражданската война е възобновена през лятото на 1383 година.

## Условия
В първата част на договора Йогайло обещава да се покръсти и да превърне Великото литовско княжество в християнска държава в рамките на четири години. Жемайтия – областта, която географски разделя Тевтонския орден в Прусия от обединяване с клона си в Ливония, е отстъпена на Ордена до река Дубиса с втората част на договора. За първи път през 100-годишния кръстоносен поход Литва се отказва от Жемайтия. Третият акт формира четиригодишен военен съюз – двете страни обещават да си помагат една на друга срещу враговете си. Йогайло също се съгласява да не започва война без одобрението на Ордена. Тези разпоредби ограничават суверенитета на Йогайло. Някои историци дори предполагат, че това споразумение създава васална връзка.
И трите части (оцелели са само два оригинални екземпляра, третият е известен от препис, направен през 1410 г.) са подписани от всички синове на Олгерд и Уляна от Твер (Йогайло, Скиргайло, Корибут, Лугвений, Каригайло, Виганд и Швитригайло) и от Ханул, търговец от Вилнюс, който отваря портите на града през юни 1382 г., позволявайки на Йогайло да свали Кейстут. Уляна подписва само частта, преотстъпваща Жемайтия на Ордена. Литовските историци Игнас Данилевичус и Игнас Йонинас повдигат съмнения дали тази част е автентична или е фалшификат от 1410 г., но тезата им не е широко застъпена.

## Ратификация и последствия
Кейстут умира в затворническа килия в Кревския замък на 15 август 1382 г., а Витовт успява да избяга няколко месеца по-късно и моли Ордена за помощ и защита.
Това дава допълнително предимство на Ордена, който настоява за ратификация (поставяне на официални печати) на договора. Пет пъти Великият магистър предлага дата, но Йогайло непрекъснато отказва. В крайна сметка срещата е насрочена да се състои на 19 юли 1383 г. на същия остров, на който са проведени първоначалните преговори.
Йогайло пристига навреме, но тевтонската делегация, водена от Великия магистър Конрад Золнер фон Ротенщайн, се забавя близо до Скиршнемуне, само на няколко километра от острова, поради плитководието на река Неман. Йогайло използва това оскърбление като повод и отказва да премести срещата и да се срещне с Великия магистър. Страните се разделят.
Причините за провала на дипломатическите преговори между Йогайла и Ордена не са съвсем ясни. Някои историци предполагат, че Йогайло вече е знаел за възможността да се ожени за Ядвига Полска и да стане полски крал. Други твърдят, че Уляна, майка на Йогайло, не одобрява покръстването в католическия обред, тъй като тя е православна християнка. Трети посочват като причина Мазовия, където напрежението нараства, когато Йогайло започва война срещу Семовит IV, който подкрепя Витовт и е приятелски настроен към Ордена и подкрепата му за Витовт срещу Йогайло.
Тевтонският орден, неполучил ратификация на договора, обявява война на 30 юли. Тевтонците покръстват Витовт и подкрепят борбата му срещу Йогайло. В крайна сметка Витовт и Йогайло сключват примирие през лятото на 1384 г. Витовт си възвръща земите на баща си, с изключение на Тракай, а Йогайло е коронован за крал на Полша през 1386 година.